# Anchialina pillaii
Anchialina pillaii är en kräftdjursart som beskrevs av Jo och Murano 1992. Anchialina pillaii ingår i släktet Anchialina och familjen Mysidae. Inga underarter finns listade i Catalogue of Life.